# Tiszavid
Tiszavid is een plaats (község) en gemeente in het Hongaarse comitaat Szabolcs-Szatmár-Bereg. Tiszavid telt 509 inwoners (2001).